# 旋回窓

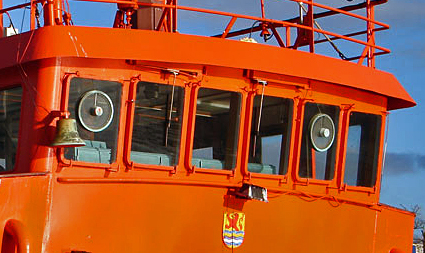
タグボートのブリッジに装備された旋回窓。

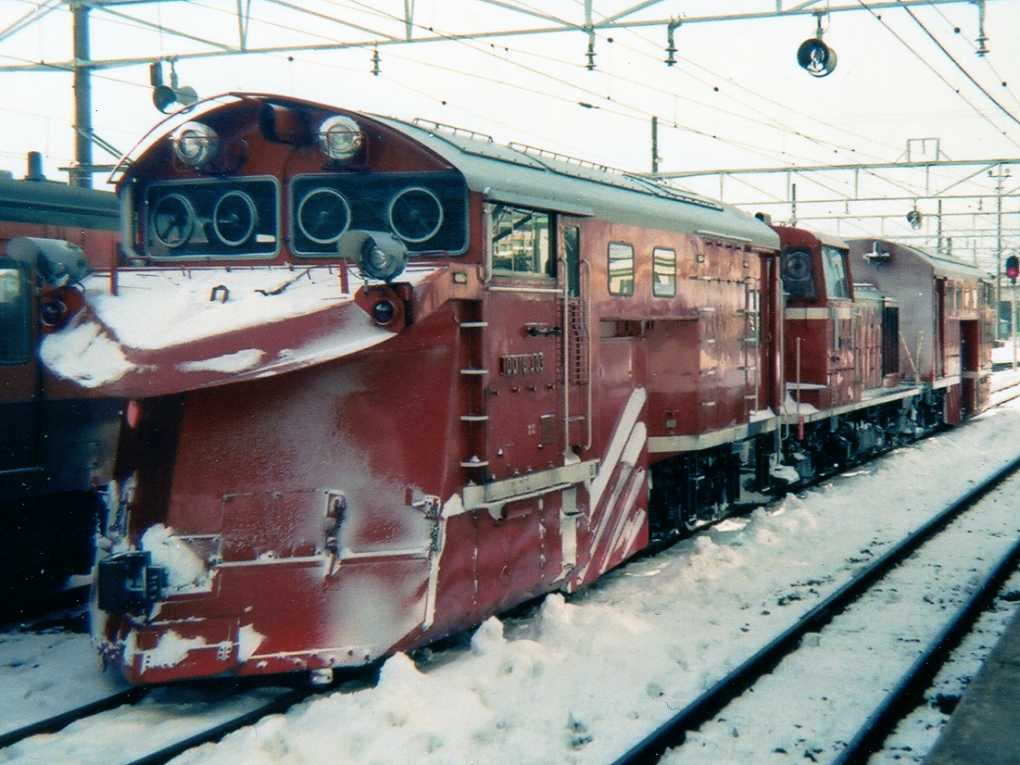
雪かき車の例。正面窓に4つの円形枠が見え、次位の機関車も装備している。

旋回窓（せんかいまど）は、船舶や鉄道車両などのフロントウインドシールド（主に操縦席前面窓）の表面に付着した水滴や雪などを振り飛ばし、乗員の視界を確保するための装置。
ウインドシールドには円形の穴が開いており、それよりやや径の大きい円形の金属枠で同心に取り付けられた円形の窓を、比較的高い回転数で回転させる構造である。窓の回転にはモーターや圧縮空気が使われ、発生した遠心力で雨水や雪を振り飛ばす。家庭用洗濯機の脱水機構と原理は同じである。

## 動画撮影
同様の仕組みを使った動画撮影用カメラレンズフィルターがあるが、電源の持ち運びや騒音などの欠点がある。

## 船舶
船舶の旋回窓は円形ガラスからなり、軸につけたモーターやベルトで回転させることができるようになっている。
船舶ではしけた海で大波をかぶった場合などは、大量の水が連続的に滝のような水流となって窓に降り注ぐため、自動車などに搭載される往復動作のワイパーではアームの往復以上の払拭は行えず十分な対処ができない。旋回窓であれば回転している部分すべてにおいて常に視界が確保できる。またワイパーでは圧力を構造上受けやすいため波を被った際に損壊しやすく、可動部が圧力や塩害で動作不良になる恐れが高いのに対し、旋回窓はこういった圧力や塩害を受けにくい作りにもでき、信頼性・メンテナンス性に優れる。
また、往復動作のワイパーでは拭き残した海水が乾燥して塩分が徐々に白っぽく堆積し、かえって視界を妨げる場合がある（堆積した塩分を取り除くためにはウインドウウォッシャー用に大量の清水が必要）。海水をこすらずに振り飛ばす旋回窓ではこれが起こりにくいメリットもある。

## 車両
自動車ではロータリー式除雪車、鉄道車両では雪かき車などに採用例が見られる。ワイパーでは除雪作業中に連続して降りかかる雪煙の払拭が間に合わず、低温下では雪の飛沫がウインドシールド表面に凍結し、湿潤な雪ではワイパーアームの押し退けた雪が落下せず窓枠部分に徐々に溜まってワイパーの払拭範囲が狭められ、ワイパーアームやモーターにも無理な力がかかるなど、適していない。
北海道の鉄道車両では、これ以外に、蒸気機関車やディーゼル機関車にも装備されており、少数ではあるが炭鉱鉄道の気動車にも装着例がある。
旋回窓自体とモーターを支持する中央の桟（さん = 枠）は、ほとんどが縦位置（天地方向）であるが、札幌市電のササラ電車や旧羽幌炭礦鉄道の車両のように、水平位置で取り付けられている例もある。

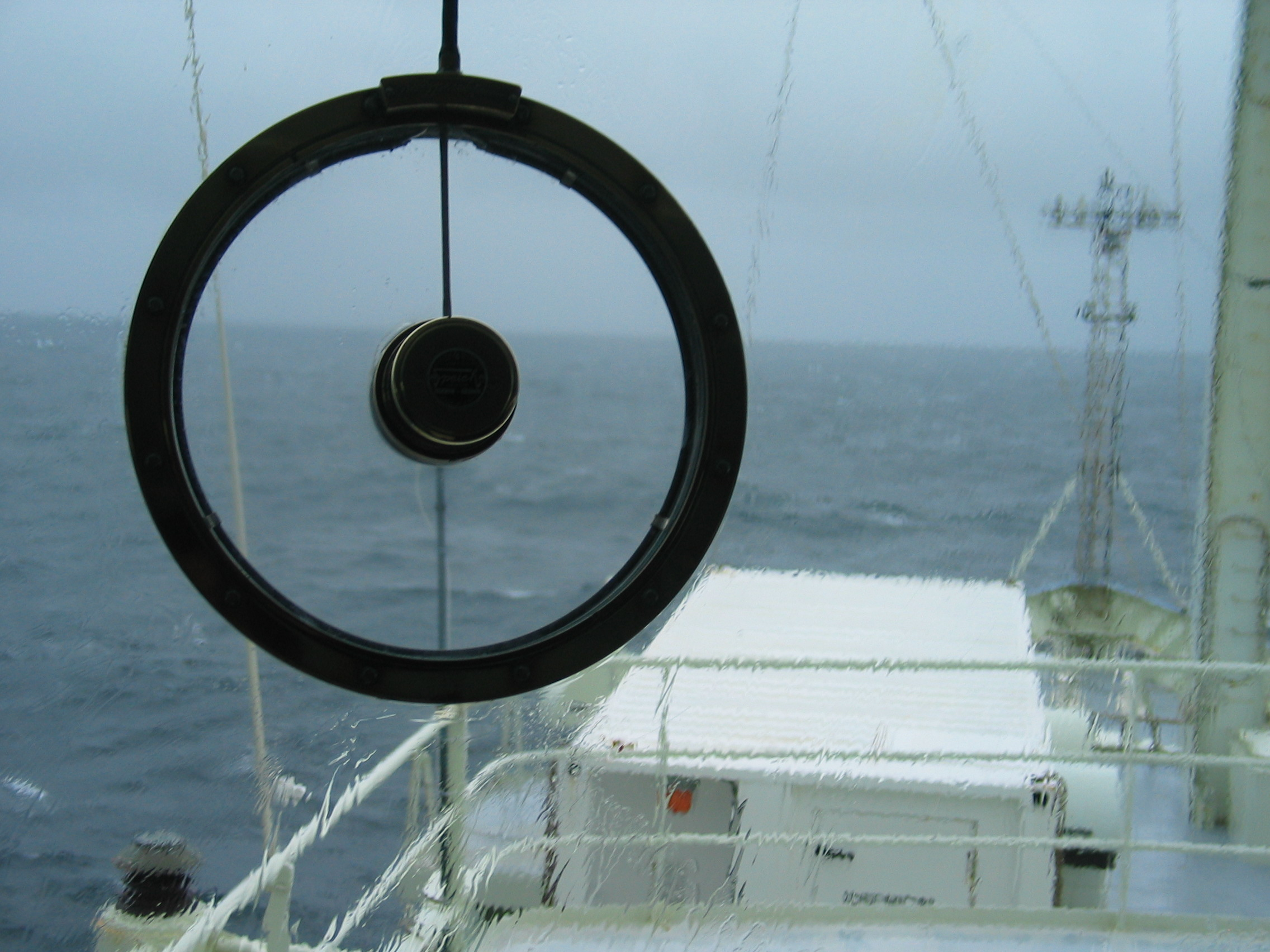
室内側から見た船舶用旋回窓。
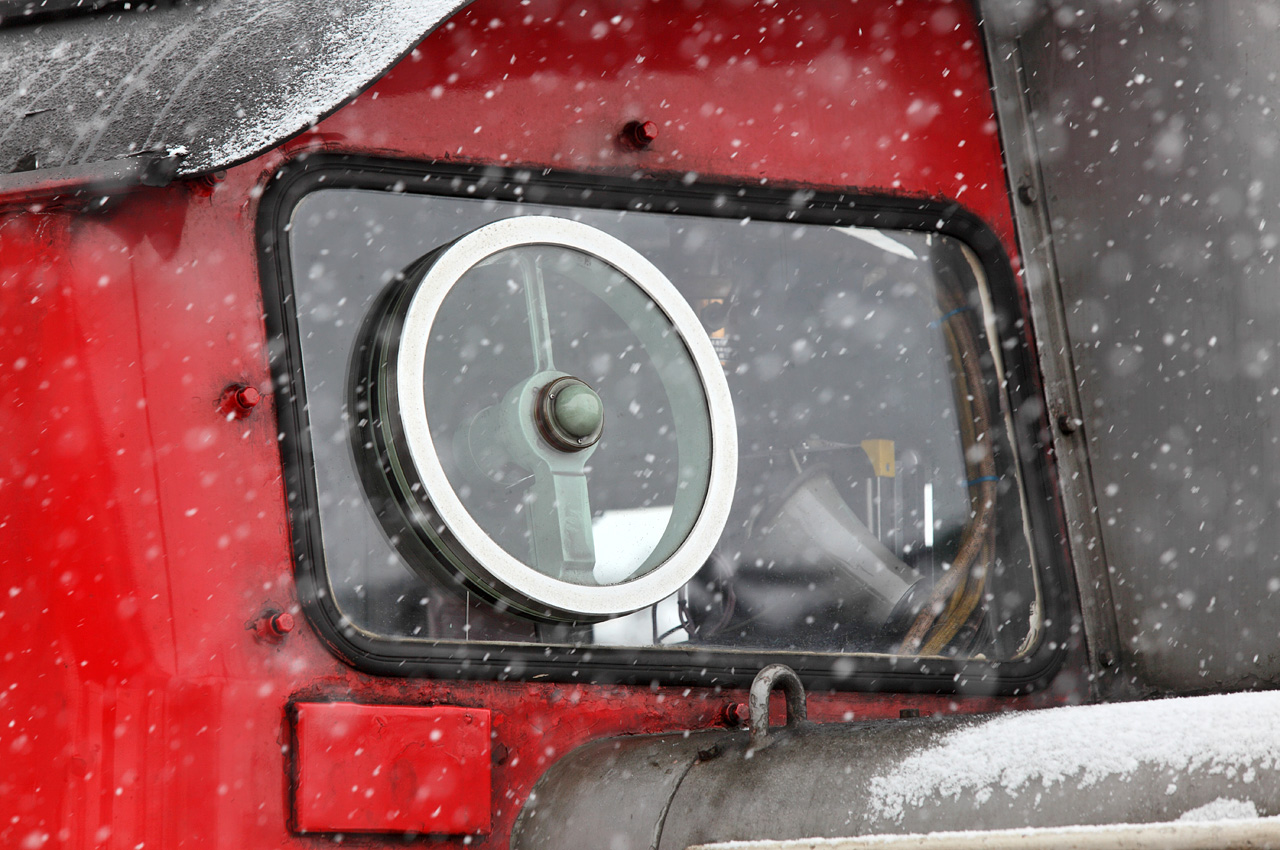
国鉄時代はA寒地仕様と呼ばれた酷寒地向けDD51の例。
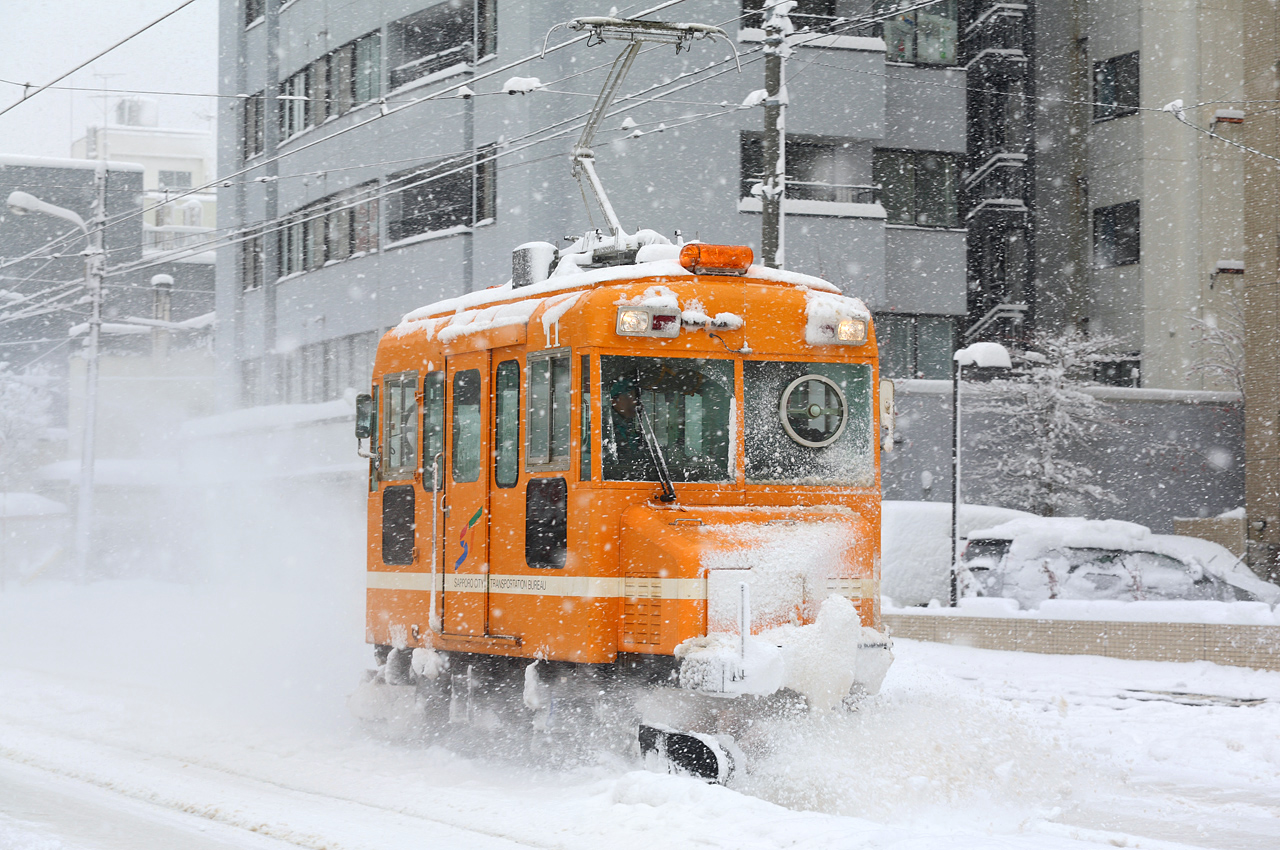
除雪中のササラ電車。 旋回窓への雪の付着は見られない
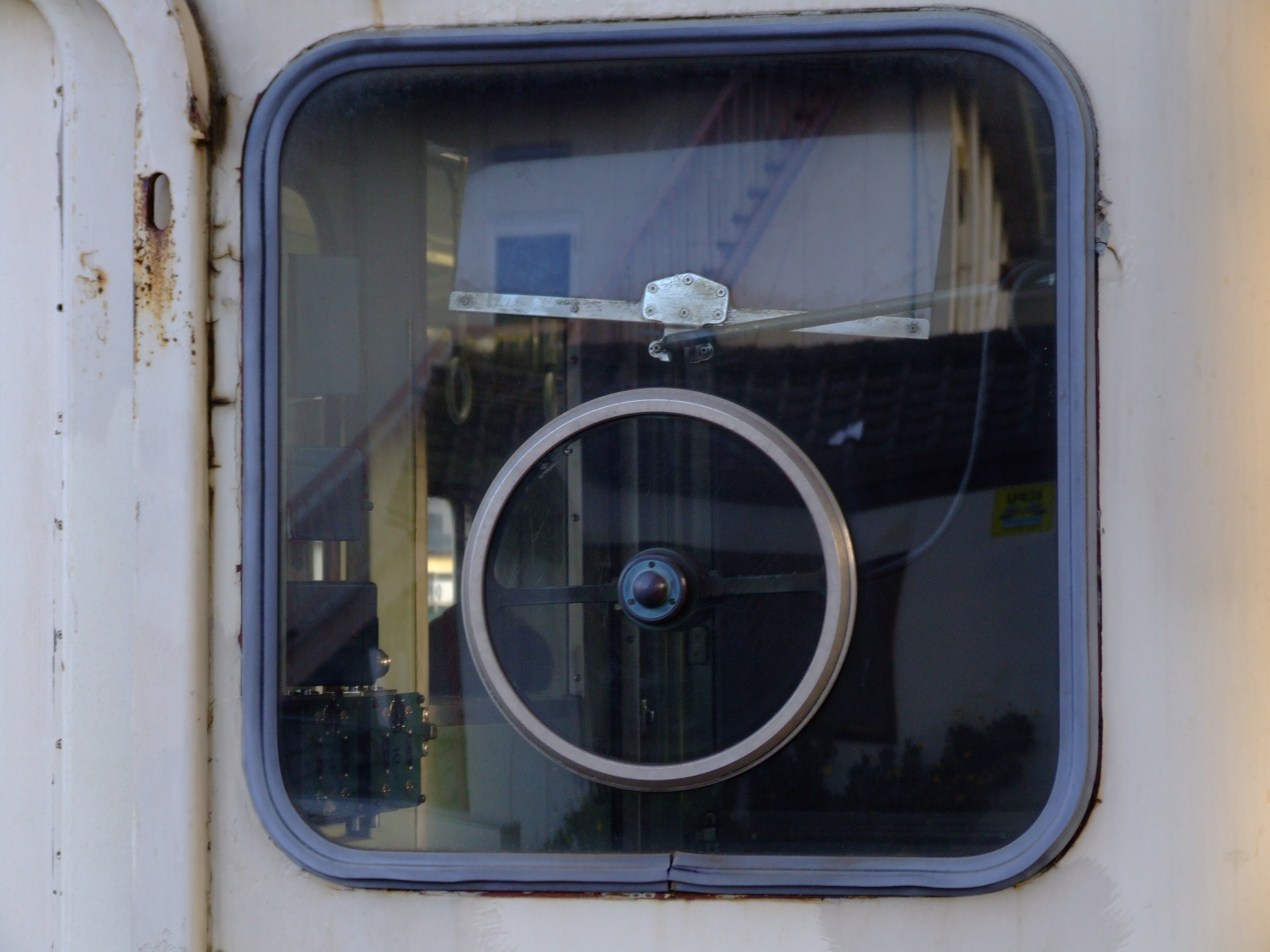
羽幌炭礦鉄道から茨城交通（現、ひたちなか海浜鉄道）へ移籍したキハ22形の旋回窓。 冬季における道北の強風を考慮したもの。